# 北朝鮮の核実験 (2017年9月)
2017年9月の北朝鮮の核実験（きたちょうせんのかくじっけん）とは、2017年9月3日、朝鮮民主主義人民共和国（北朝鮮）咸鏡北道吉州郡豊渓里付近 において行われた核実験。北朝鮮が核実験を行ったのは2006年、2009年、2013年、2016年1月、2016年9月に続き6度目となる。

## 概要

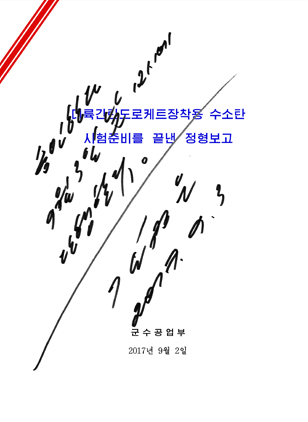
金正恩が署名した実施命令書（9月3日付）

日本の気象庁は2017年9月3日12時31分頃、北朝鮮付近を震源とする自然地震ではない可能性のある地震波を観測した。気象庁によると当該地震の発生時刻は12時29分57秒、地震の震源は北緯41.3度、東経129.1度、深さ0キロメートル、地震の規模はマグニチュード6.1とされる。一方、韓国気象庁と韓国軍合同参謀本部はマグニチュード5.7と発表し、米地質調査所はマグニチュード6.3と発表した。北朝鮮国営の朝鮮中央テレビは現地時間同日15時、「大陸間弾道ミサイル搭載のため、水爆実験に完全成功した」と発表した。また、水爆実験の実施は同日午前に開催された朝鮮労働党中央委員会政治局常務委員会会議 で決定し、決定書に金正恩党委員長が親筆署名したとも報じた。もし確認されれば、北朝鮮による過去最大規模の核実験となる。実験に伴う揺れは中国でも観測された。
同日、ジョセフ・ユンアメリカ合衆国国務省北朝鮮担当特別代表、金杉憲治外務省アジア大洋州局長、金烘均大韓民国外交部朝鮮半島平和交渉本部長が電話会談し、北朝鮮を非難するとともに、対応を協議した。
核実験から約1週間後の9月11日、国際連合安全保障理事会は北朝鮮に対する制裁決議を全会一致で可決した。

## 影響とその後
この核実験で発生した高熱により、地下600m地点の岩盤が融解し半径41mの空洞が形成された。この空洞は実験の8分後に崩壊し、マグニチュード4.6の地震を引き起こすと共に地表の陥没や土石流を発生させた。この影響で豊渓里核実験場は事実上使用困難な状態となり、同地でこれ以上核実験を続けた場合山体崩壊による放射性物質の漏出が懸念される事態となった。実際、2018年に毎日新聞が報じたところによると豊渓里周辺で放射線被曝によるとみられる健康被害が発生しており、当該地域からの脱北者に染色体異常が確認されているという。
その後2018年4月20日に開催された朝鮮労働党中央委員会第7期第3回総会で豊渓里核実験場の閉鎖が決定され（表向きは「核戦力の完成により使命を終えた」ことを理由としたが、実際は先述のように実験場が使用困難となったため、制裁解除を求めるためのパフォーマンスに利用したとされる）、同年5月24日までに坑道と施設が爆破処分された。しかし、2022年に入って再建の動きがあると指摘されたほか、2024年11月にもアメリカ合衆国のジェイク・サリバン国家安全保障問題担当大統領補佐官が、北朝鮮による7回目の核実験実施に対する可能性の警戒を続けていると表明している。